# Malmö industrilotteri

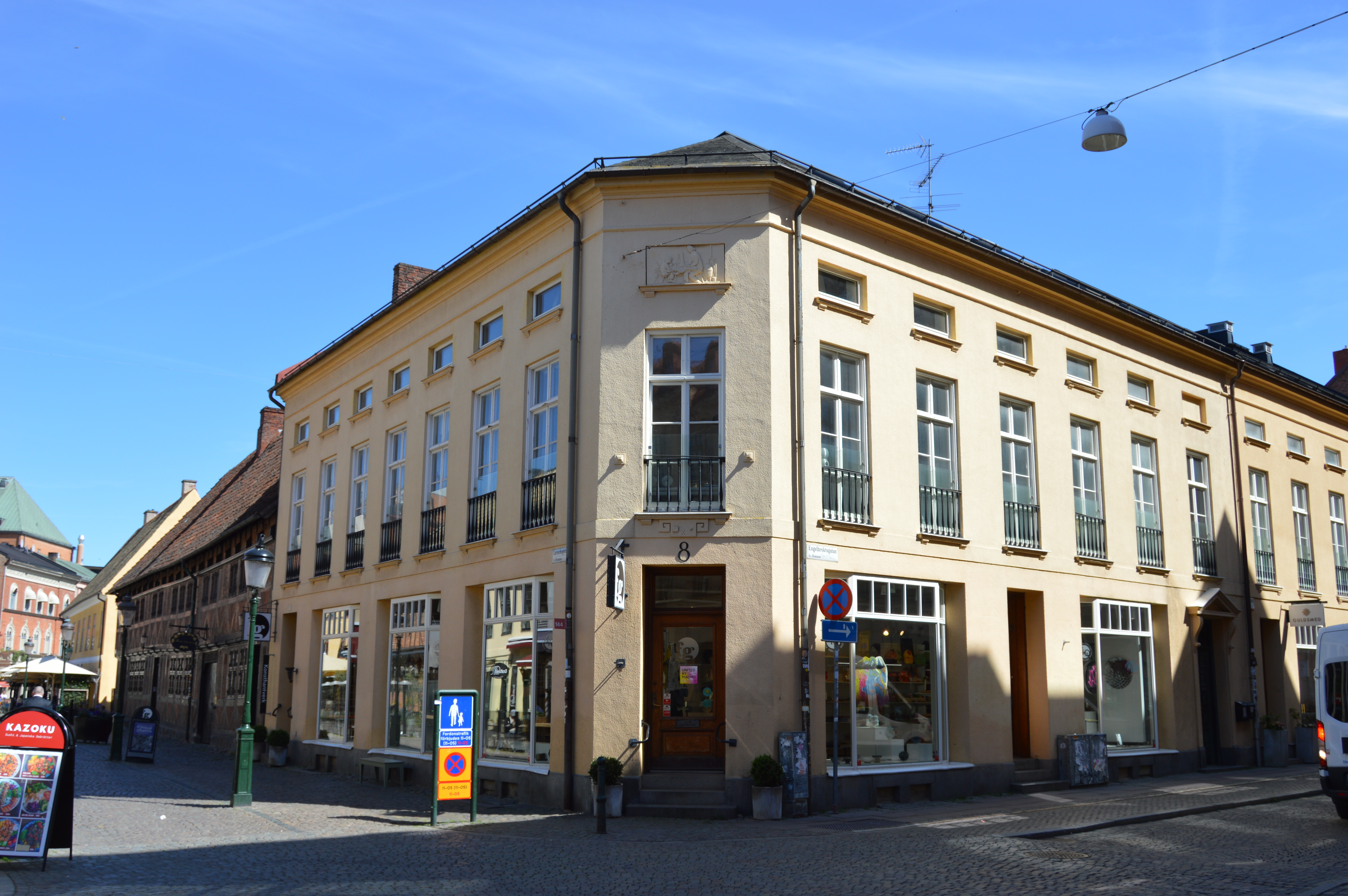
Engelbrektsgatan 8, lotteriets lokal från 1927.

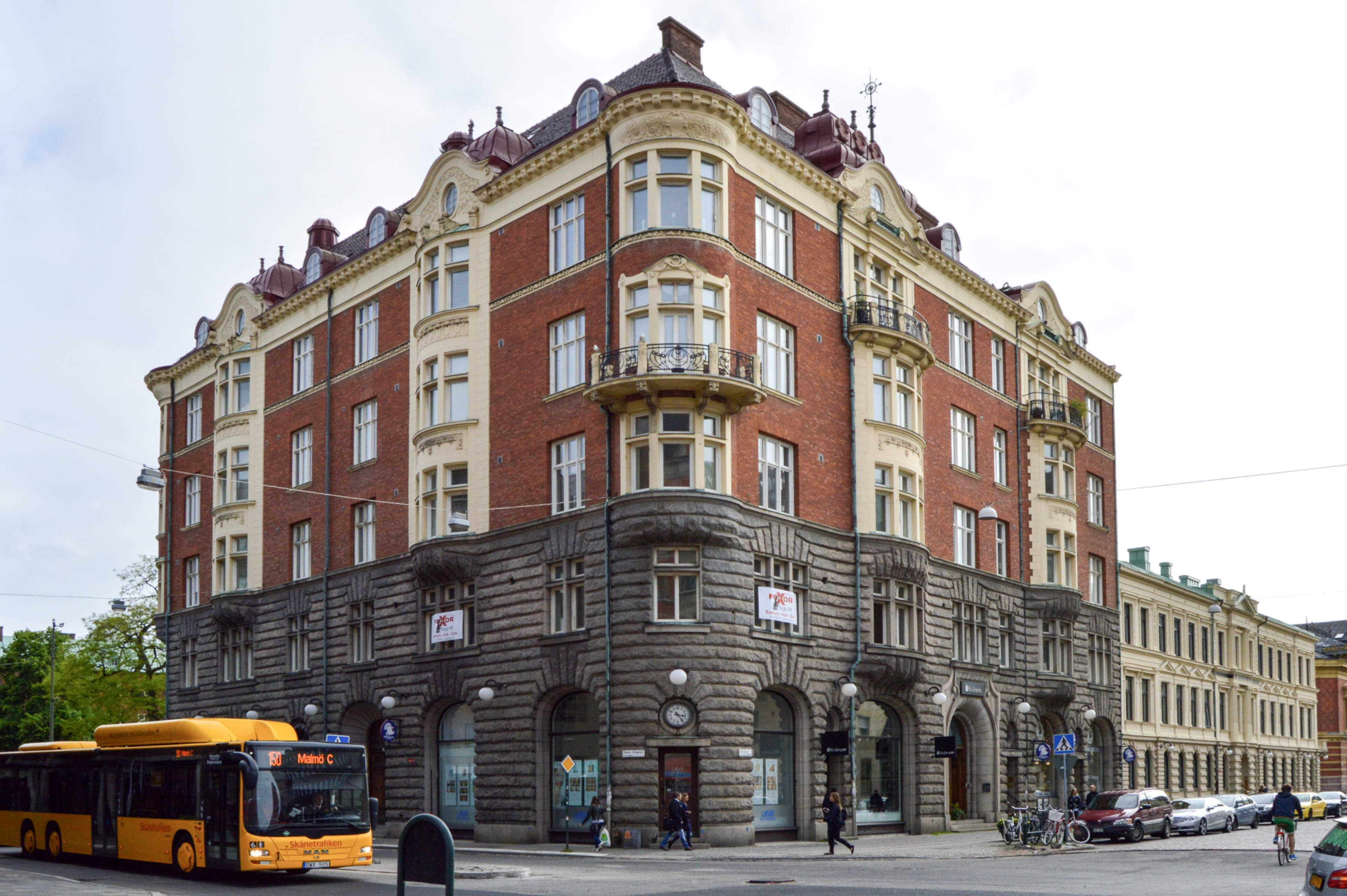
Bikupehuset, lotteriets lokal 1909-1926.

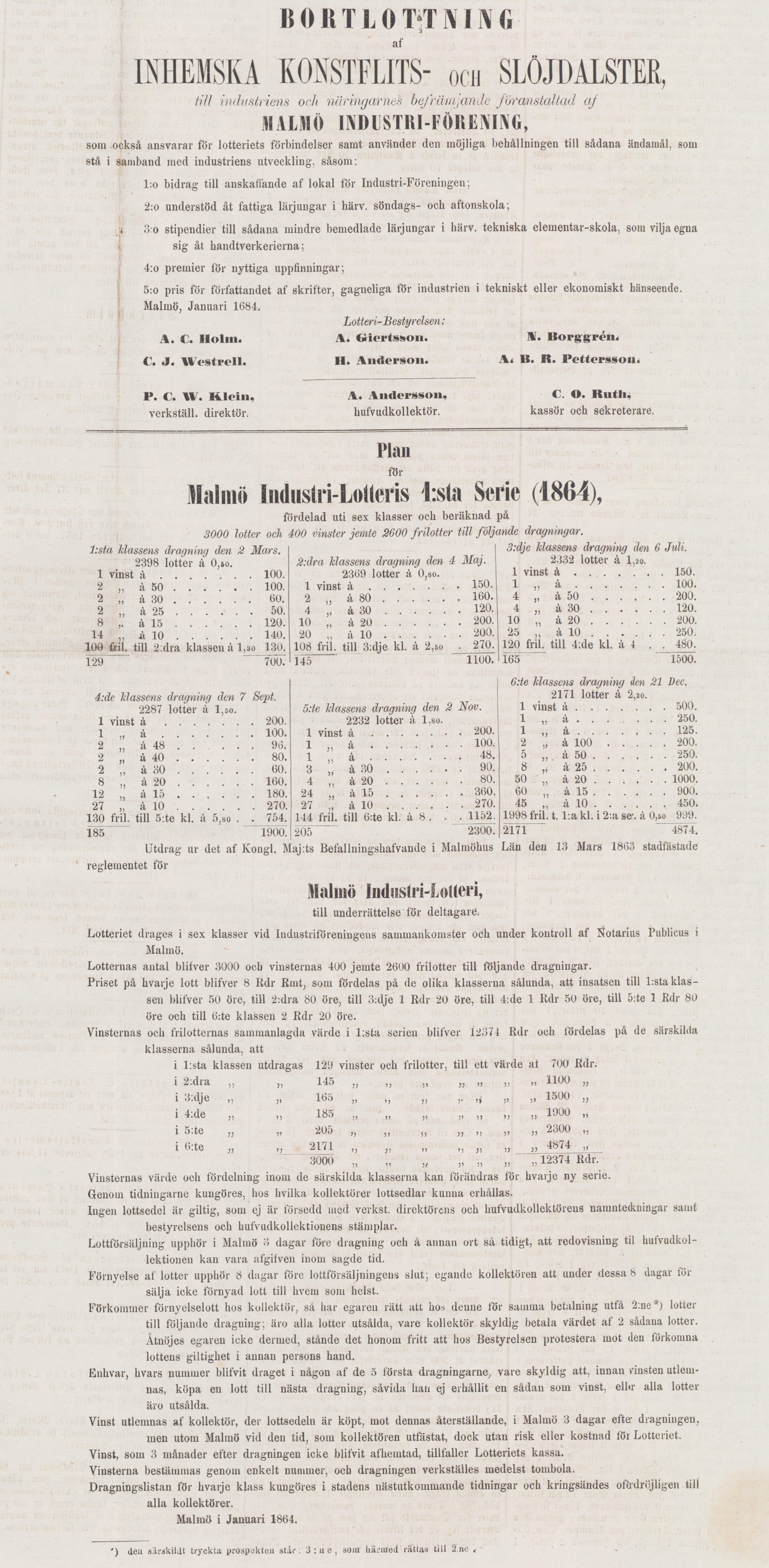
Annons från januari 1864 för lotteriets första dragning.

Malmö industrilotteri var ett lotteri i Sverige, aktivt 1863–1872 och sedan åter 1893–2009.
Initiativtagare och moderförening till Malmö industrilotteri är Malmö industriförening. Denna bildades 1855 och syftet skulle vara: ”den inhemska konstflitens och näringarnes befrämjande”. Förtjänta hantverkare och slöjdare belönades med medaljer eller diplom. 1860 väcktes tanken att dela ut stipendier. För att få in medel till detta föreslogs att föreningen skulle starta ett lotteri. Då kunde man gynna hantverket både genom inköp av vinster och genom att vinsten på lotteriet användes till stipendier. 1863 fick Industriföreningen tillstånd att starta Malmö industrilotteri. Lotteriets reglemente fastställdes den 13 mars 1863. Drivande bakom att lotteriet etablerades var William Klein som även bildade industriföreningen. Idén till ett industrilotteriet hämtade Klein från sitt hemland Danmark. Man började med 6000 lotter vilket snart ökades till 10000 för år 1872 bli 12000.
Alla lotterier var enligt kungligt beslut förbjudna åren 1873-1892. År 1893 startades verksamheten igen. Från återstarten 1893 hade lotteriet oavbruten verksamhet i över 100 år. 1863 fanns 3 000 lotter à 8:-, 1893 nystartades med 12 000 lotter à 12:-, 1927 fanns 15 000 lotter till ett pris av 15:- per år. År 2007 hade Malmö industrilotteri 10 000 lotter och lottpriset var 200:-/år.
Från 1909 hade lotteriet utställningslokal för vinster i Sparbanken Bikupans då nya huvudkontor på Mäster Nilsgatan. År 1924 köpte industriföreningen en fastighet i hörnet Larochegatan/Engelbrektsgatan av staden. Huset hade tidigare varit Lorens Faxes privatbostad. Lotteriet kom senare att hålla till i denna lokal.
De flesta lottägarna valde att behålla sin lott år efter år. Lotten kunde även överlåtas till släktingar eller bekanta eller genom arv. Antalet nytecknade lotter var länge relativt litet och fördelades med ett kösystem. Under 1990-talet började antalet osålda lotter öka, men i början av 2000-talet var det åter kö för att teckna sig. Även om lotteriet var avsett för Malmö fanns lottköpare i hela Sverige. Bland de som intresserade sig för konsthantverk och design var lotteriet välkänt sedan starten. Lotteriet delade även ut stipendier till svenska konsthantverkare. Toppvinsterna var av hög klass och ofta arbeten av välkända designers och konsthantverkare.
Lotteriet firade både 1863 och nystarten 1893 som startår och gav ut festskrifter i samband med båda jubileerna. I juni 1993 hölls en jubileumsutställning med gamla vinster för att fira att lotteriet verkat i hundra år.
År 1983 trädde en ny lotterilag i kraft och Lotterinämnden bedömde att Malmö industrilotteri inte längre kunde ges förlängt tillstånd. Landhövding Bertil Göransson ingrep och såg till att lotteriet fortsatt fick verka.
År 2008 var lotteriet åter hotat eftersom man inte kunde finna en ersättare som ville ta över verksamheten. Ett försök gjordes med att i januari 2009 lägga ut lotteriet på det externa bolaget Åsa 1 och modernisera verksamheten med försäljning på Internet. Efter att Åsa 1:s pengar tog slut övertog industriföreningen åter lotteriet den 1 september 2009, för att sedan lägga ner det när dess åtaganden fullföljts. Malmö Industrilotteri hade sin sista dragning i november 2009.